# Calciatori della nazionale singalese
In questa lista sono raccolti i calciatori che hanno rappresentato in almeno una partita la Nazionale srilankese. In grassetto i calciatori ancora in attività.
| Nome                             | Presenze | Reti | Esordio | Ultima partita |
| -------------------------------- | -------- | ---- | ------- | -------------- |
| Fazlur Rahman Abdul Aziz         | 7        | 0    | 2006    |                |
| Neil Krishantha Abeysekera       | 5        | 0    | 2002    | 2003           |
| Rajitha Jayawilal Acharige       | 12       | 0    | 2004    |                |
| Mohamed Amanulla                 | 2+       | 0+   | 1995    | 2000           |
| Andysamy Anandakumar             | 9+       | 0+   | 1993    | 2001           |
| Kamaldeen Mohamed Anees          | 8+       | 1+   | 1999    | 2002           |
| Asanka Rangana Arachchige        | 9        | 0    | 2008    | 2009           |
| Viraj Asanka                     | 12       | 0    | 2007    |                |
| Mohamed Azmeer                   | 32       | 1    | 2000    |                |
| Mohamed Ansar Azwar              | 1        | 0    | 2003    |                |
| Thilina Suranda Bandara          | 25       | 0    |         |                |
| Ediri Bandanage Channa           | 57+      | 13+  | 1999    | 2009           |
| Philip Dilipa Dalpethado         | 6        | 1    | 2010    |                |
| Nimal Fernando Dehiwalage        | 9        | 2    | 2006    |                |
| Well Don Dinesh Ruwanthilaka     | 33       | 3    | 2006    |                |
| Nuwantha Charaka Elpitiya        | 2        | 0    | 2006    | 2008           |
| Hazim Fazeel                     | 1        | 0    | 2000    | 2000           |
| Kamaldeen Mohamed Fuard          | 34       | 0    | 2000    |                |
| Wellala Hettige Gunaratne        | 38       | 6    | 2006    |                |
| Mohammed Nazar Hameed            | 8        | 1    | 2003    | 2004           |
| Mohamed Hassan Hamza             | 12       | 0    | 2003    | 2003           |
| Junaideen Haseemdeen             | 4+       | 0+   | 1993    | 2000           |
| Ajith Kumara Herath              | 8        | 0    | 2009    | 2009           |
| Duminda Wasantha Hettiarachichi  | 20       | 0    | 2006    |                |
| Mohamed Naufer Izzadeen          | 34       | 9    | 2004    |                |
| Mohamed Imtiyas                  | 1        | 0    | 2010    |                |
| Kasun Nadika Jayasuriya          | 50+      | 24+  | 1999    |                |
| Kamaldeen Kabeer                 | 2+       | 0+   | 1993    | 2000           |
| Galboda Chandradasa Karunaratne  | 10+      | 2+   | 1999    |                |
| Kolitha Chathuranga Kumara       | 10       | 0    | 2009    |                |
| Nalin Nandana Kumara             | 11       | 0    | 2002    | 2004           |
| Neil Keerthi Kumara              | 1        | 0    | 2002    | 2002           |
| Nipuna Bandara Liyana            | 17       | 2    | 1999    |                |
| Arumugum Loganathan              | 4+       | 0+   | 1999    | 2000           |
| Cristeen Fernando Medianslig     | 4        | 0    | 2003    | 2004           |
| Imran Mohamed                    | 15+      | 0+   | 1999    | 2004           |
| Shafrath Mohamed Nazar           | 1        | 0    | 2011    |                |
| Mohamed Rawme Mohideen           | 19       | 0    | 2003    |                |
| Chamira Krishantha Mudiyanselane | 3        | 1    | 2013    |                |
| Samantha Prabath Mudiyanselage   | 20+      | 0+   | 1999    | 2004           |
| Mohamed Nizam Nagur              | 5        | 0    | 2011    |                |
| Mohammed Naushad                 | 7        | 0    | 2000    |                |
| Sundararaj Niresh                | 1        | 0    | 2016    |                |
| Madushka Peiris                  | 3        | 0    | 2008    |                |
| Indika Perera                    | 8        | 0    | 2003    | 2003           |
| Isuru Perera                     | 17+      | 1+   | 1996    | 2004           |
| Roshan Perera                    | 10+      | 1+   | 1993    | 2001           |
| Sanoj Sameera Perera             | 4        | 0    | 1999    | 2013           |
| Selapperuma Nirantha Perera      | 5        | 0    | 2007    | 2010           |
| Weerasinghe Sujan Perera         | 14       | 0    | 2011    |                |
| Malik Migara Ponnamperumage      | 5        | 2    | 2010    |                |
| Arachchige Pradeep Kumara        | 20       | 2    | 2003    |                |
| Pasqual Nadeeka Pushpakumara     | 2        | 0    | 2014    |                |
| Imthyas Raheem                   | 18+      | 3+   | 1999    | 2004           |
| Ramlan Thuwan Raheem             | 16       | 0    | 2007    |                |
| Anujan Rajendram                 | 2        | 0    | 2024    |                |
| Mohamed Hassan Ramees            | 1        | 0    | 2007    |                |
| Jeewantha Dhammika Rathnayake    | 16       | 2    | 2003    |                |
| J.A. Rauff                       | 2        | 0    | 2001    | 2002           |
| Tuwan Rizni Rizvi                | 8        | 0    | 2010    |                |
| Yelandran Sadhishkumar           | 3        | 0    | 2009    | 2009           |
| Prasanna Samarajeewa             | 1        | 0    | 2004    | 2004           |
| Chathura Lakruwan Samarasekara   | 7        | 0    | 2007    | 2008           |
| Anura Sampath                    | 1        | 0    | 2001    | 2001           |
| Manjula Sampath Fernando         | 5        | 0    | 2011    |                |
| Shanmugarajah Sanjeev            | 12       | 2    | 2009    |                |
| Sanjeev Satheeswaran             | 3        | 0    | 2009    |                |
| Kaiz Mohammed Shafras            | 12       | 3    | 2008    |                |
| Azar Mohamed Shaheel             | 1        | 0    | 2016    |                |
| Janaka Sanjaya Silva             | 7        | 0    | 2003    | 2008           |
| Sembukutti Silva                 | 1        | 0    | 2009    | 2009           |
| Sandun Devinda Sooriyarachige    | 9        | 0    | 2001    | 2003           |
| Dudley Lincoln Steinwall         | 32+      | 2+   | 1993    | 2009           |
| Lahiru Tharaka                   | 9        | 0    | 2011    |                |
| Sugath Dammika Thilakaratne      | 23+      | 0+   | 1999    |                |
| Augustin Velusami                | 2        | 0    | 2001    | 2001           |
| Rathnayake Nawarathna Warakagoda | 18       | 0    | 2009    |                |
| Chathura Maduranga Weerasinghe   | 45       | 6    | 2001    |                |
| Dilshan Wewage                   | 4        | 0    | 2004    | 2004           |
| Sumeda Wewalage                  | 4        | 0    | 2011    |                |
| Sanka Danushka Wijesiri          | 15       | 0    | 2011    |                |
| Mohamed Izmath Zain              | 9        | 3    | 2011    |                |
| Zohar Zarwan                     | 9        | 1    | 2014    |                |